# Botohaenga
Botohaenga is een bestuurslaag in het regentschap Nias van de provincie Noord-Sumatra, Indonesië. Botohaenga telt 205 inwoners (volkstelling 2010).